# Óscar Gamazo Micó
Óscar Gamazo Micó (Gandia, 17 de abril de 1976) es un abogado y político valenciano, diputado en el Congreso de Diputados en la XII legislatura.
Se licenció en Derecho en la Universidad de Valencia, donde obtuvo un postgrado de Protocolo Institucional y Empresarial. Aunque es abogado colegiado, no ha ejercido debido a su dedicación a la política. Militante del Partido Popular desde 1994, desde 1995 ha ocupado diversos cargos como jefe de Nuevas Generaciones en Gandia y asesor jurídico del partido en la Diputación Provincial de Valencia.
De 2000 a 2003 fue concejal en el ayuntamiento de Gandia y desde las elecciones municipales españolas de 2007 ha sido concejal del ayuntamiento de Potries. Ha sido elegido diputado en las elecciones generales españolas de 2016.